# 4684 Bendjoya
4684 Bendjoya је астероид главног астероидног појаса чија средња удаљеност од Сунца износи 2,397 астрономских јединица (АЈ).
Апсолутна магнитуда астероида је 13,6.